# Uzbeg Khan
Uzbeg Khan (Özbeg, Uzbek, Ozbeg) fou kan de l'Horda d'Or, successor de Toktu Khan. Va governar del 1312 o 1313 al 1340 o 1341.

## Ascens al tron
Toktu Khan va morir el 1312 o 1313 i va deixar tres fills, Tukel Aka, Ilkasar i Pirus, però cap d'ells el va succeir al tron, ja que no eren els hereus legítims, atès que el kan difunt tenia un germà (més gran) que havia deixat fills; aquest germà era Toghrul, i el seu fill es deia Özbeg (Uzbeg, Uzbek, Ozbeg). Toghrul havia fet costat a Tulabugha en la lluita d'aquest en contra de Nogai Noyan i de Toktu, i aquest darrer l'havia fet matar i es va casar amb la seva vídua; al seu fill Uzbeg el va enviar en secret a Circàssia, ja que si la seva existència era desconeguda es garantiria el tron pel seu propi fill; però en el llit de mort es va penedir i va revelar el secret a la seva esposa, que era la mare d'Uzbeg, i va ordenar a dos begs anar-lo a buscar; abans de tornar Toktu ja havia mort. El fill de Toktu, Tukel, no va estar content del penediment del seu pare i va decidir matar Uzbeg i pujar al tron. Però el pla fou advertit a Uzbeg i els mateixos dos begs que havien anat a buscar al jove, van matar Tukel al seu palau a Nova Sarai. Aquesta és la història tal com la reconstrueix Van Hammer, però altres historiadors expliquen els fets d'altra manera: alguns generals estaven descontents d'Uzbeg, que era musulmà, i donaven suport a Tukel que era xamanista; es va decidir assassinar Uzbeg en una festa però fou alertat per un personatge esmentat com a Kutlugh Timur, i es va poder lliurar i va fugir i reunir-se amb els seus partidaris amb els quals va tornar i va matar Tukel (Tuklugh Beg) i 120 dels seus principals partidaris. A Kutlugh Timur el va recompensar donant-li el govern de la província de Coràsmia.

## Relacions amb Egipte
El 1314 Uzbeg va enviar ambaixadors al Soldanat Mameluc i el sultà va enviar una ambaixada de resposta a Sarai (que va retornar el 1315).

## Primer conflicte amb Pèrsia
El 1315 un príncep de nom Baba, segurament partidari de Tukel, va passar amb el seu ulus o tribu a Pèrsia i va entrar al servei d'Oldjeitu; després va fer una invasió de Coràsmia; el governador Kutlugh Timur, el va atacar amb 15.000 homes però molts van desertar i es va haver de retirar i Baba va poder assolar el territori en totes direccions saquejant diverses ciutats, retornant amb 50.000 captius i molt de botí. Les hordes de Jotxi i Txagatai Khan estaven generalment en bons termes i en aquest temps Yassavur, príncep txagataïda, estava acampat a Khudjand amb 90.000 homes, i va anar al rescat de Kutlugh Timur, fent el trajecte en 8 dies i atacant a Baba quan estava retornant, obligant-lo a abandonar als presoners. L'atac de Baba va irritar a Uzbeg i encara més quan Essen Bugha, kan de Txagatai, va recomanar la pau. Uzbeg va enviar a Tabriz a Ak Bugha, del clan dels kiyats (el can reial mongol), a demanar explicacions a l'il-kan. Va arribar a Tabriz el setembre de 1315 sent rebut per l'emir Husayn Gurkan. Després es va entrevistar amb Oldjeitu, que va negar haver participat en l'acció de Baba, al que va fer portar i va fer matar en presència de l'ambaixador que fou reenviat a casa amb un missatge d'amistat.

## Enllaç matrimonial amb Egipte
El 1316 Egipte li va enviar a Uzbeg una nova ambaixada demanant la mà d'una princesa mongola. Inicialment la petició fou refusada perquè no era costum mongola casar les princeses genguiskànides amb estrangers, però finalment es va acceptar si bé el matrimoni quedaria posposat quatre anys (un per negociar, un per la petició oficial, un per l'intercanvi de regals, i el darrer pel casament mateix) i s'hauria de pagar un elevat preu en monedes d'or i cavalls, de tal manera que el sultà va desistir. Llavors van negociar dos altres ambaixadors i les condicions es van rebaixar i finalment una princesa fou enviada a Egipte el 17 d'octubre de 1319 arribant a Alexandria l'abril següent.

## Situació als principats russos
Miquel II el Sant de Vladímir i I de Tver, era reconegut a Nóvgorod; però els novgorodians van fer una incursió contra Finlàndia i a partir d'aquí va esclatar un conflicte quan Miguel fou acusat de no complir els termes del tractat entre el gran principat i Nóvgorod. Miquel es va apoderar de Torjek i va sotmetre els rebels tallant els seus subministraments de gra. Amb la mediació de l'arquebisbe de Tver, David, es va ajustar la pau (1312). Miquel fou cridat a Sarai i quan va arribar el 1313 Toktu ja era mort i Uzbeg ja havia estat reconegut. Miquel va romandre a l'Horda durant dos anys ben segur en contra de la seva voluntat, i els suecs i carelis van aprofitar la seva absència per atacar Nóvgorod. Jordi I de Moscou, pescador en aigües tèrboles, va enviar al seu parent Feodor de Kíev, per a aconseguir el suport dels partidaris de Miquel a Nóvgorod i aviat es va fer amo i senyor de la república. Fou cridat a Sarai per respondre de les queixes de Miquel; deixant al seu germà Atanasi a Nóvgorod va respondre a la crida i es va presentar.
Miquel mentre ja havia recuperat Tver assistit per un contingent tàtar manat per Taitimur, Omar Khoja i Indrui; amb aquest contingent i les seves forces de Vladímir i Tver, es va dirigir a Nóvgorod; va trobar a les tropes de la república a Torjek i es va lliurar una batalla (primavera del 1316) de la que Miquel va sortir vencedor i va obligar els seus rivals a pagar tribut i a entregar a Atanasi i alguns boiars com a ostatges. Mentre Miquel combatia, Jordi I de Moscou s'assegurava l'amistat del kan Uzbeg, amb regals i adulacions, i aquest el va designar com a cap dels prínceps russos i li va donar la seva germana Konchak com a esposa. Jordi va passar tres anys a la cort mongola i va retornar acompanyat d'un exèrcit de tàtars i morduins manat per Kawgadui, Astrabit i Ostref (Chosref ?).
Miquel li va enviar una ambaixada en que comunicava que si era el desig del kan, ell li entregaria el gran principat però amb la condició de conservar el seu feu hereditari de Tver. Jordi va respondre atacant Tver fins al Volga. Miquel va mobilitzar als seus boiars i les tropes es van concentrar a Bortnovo, prop de Tver; la batalla es va lliurar el desembre de 1318. Miquel va aconseguir la victòria i va fer gran nombre de captius molts dels quals tàtars; Jordi i el seu germà Boris foren fets presoners així com el comandant tàtar Kawgadui (que fou alliberat amb alguns regals i retornat al kan).
Jordi va poder fugir cap a Nóvgorod on va aixecar un nou exèrcit amb el qual va marxar cap al Volga. Miquel va demanar sotmetre el conflicte a l'arbitratge del kan i mentre va acceptar que Jordi portés el títol de Gran Príncep. En aquest moment la seva esposa Agatha, va morir a Tver i es va dir que Miquel l'havia enverinat. Jordi va anar a l'Horda amb un important contingent de notables i boiars. Miquel i va enviar el seu fill Constantí, de 12 anys, que no era rival per Jordi; aquest va intrigar, va repartir regals entre els notables tàtar i va tenir el suport de Kawgadui; el consell va decidir convocar al mateix Miquel en persona i un tàtar de nom Akhnul el va anar a buscar.
Miquel va tenir la intuïció que no tornaria; va repartir els feus entre els seus fills i, contra l'opinió dels boiars, va marxar; Miquel va trobar a Uzbeg a la riba de la mar d'Azov, prop de la desembocadura del Don; va entregar regals als caps tàtars i per sis setmanes va viure allí tranquil·lament fins que Uzbeg va ordenar als notables celebrar el judici sobre els temes plantejats, és a dir les disputes entre oncle i nebot; Miquel fou acusat per diversos baskaks de no pagar els tributs; Miquel va refutar aquestes acusacions fàcilment; Kawgadui el va acusar llavors d'haver-se aixecat en armes contra un delegat del kan i d'haver enverinat a la germana del kan. Miquel va dir que en mig de la batalla no podia distingir qui eren els enviats del kan però que al final li havia salvat la vida i l'havia enviat amb el kan ple de regals; i quant a la mort de la princesa, ho refutava perquè un cristià no tenia permès un crim tan horrible. Uzbeg demorava la sentència perquè volia ser just.
Miquel, encara no declarat culpable, va acompanyar al kan i als caps mongols a una partida de caça que els va portar més enllà del Terek fins a Derbent; eren prop de la ciutat osseta de Tetiakof quan Uzbeg va cedir a les pressions i va acceptar l'execució de Miquel (22 de novembre de 1318). Després Miquel fou declarat sant.

## Segon conflicte amb els perses
La proximitat de les tropes del Quiptxaq (Horda d'Or) va alarmar als perses. L'amir Irenchin fou encarregat de la defensa de la frontera i el mateix kan va marxar personalment contra Uzbeg, enviant per davant a l'avantguarda manada per l'amir Taremtaz. Mentre Serai Kutlugh, germa del governador de Coràsmia Kutlugh Timur, atacava territori persa profundament. Taremtaz no tenia prou tropes i no podia enfrontar-se amb Uzbeg, i es va retirar cap a l'Horda d'Abu Said.
Uzbeg va visitar la tomba de l'emir Pir Husayn Perwana on fou informat d'alguns robatoris fets allí per les tropes de Serai Kutlugh; Uzbeg va ordenar matar als culpables i va enviar una orde (yarligh) a Serai Kutlugh i a un altre general, Issa Kutlugh, per aturar les tropes. Va compensar a la tomba amb valuosos regals i després va seguir el seu avança cap al riu Kur.
Uzbeg havia rebut informacions que l'emir Coban, el principal emir de Pèrsia, estava revoltat al Khorasan; d'altra banda Issa Kutlugh, que havia avançat cap a Arran, havia perdut quasi totes les seves mules i cavalls a causa d'una plaga; al mateix campament del kan persa la plaga estava fent estralls i Coban, quan va saber les dificultats del seu senyor va marxar de Khorasan i es va dirigir a Baylakan; el kan havia convocat a tots els exèrcits i Coban els va reunir a Karjagha i va avançar cap a Derbent amb deu "tumans", de manera que se situaria a l'esquena d'Uzbeg tallant-li la retirada. Llavors Uzbeg va donar orde de retirada, que es va fer ràpid per evitar trobar el camí tallat, i encara tot i així alguns grup de l'exèrcit van caure presoners de Coban que els perseguia. Aquesta campanya fou a l'hivern del 1318 al 1319. Després d'això les cròniques de Rashid al-Din, Binaketi i Wassaf s'aturen i les informacions sobre Uzbeg queden en mans principalment dels cronistes russos.

## Els principats russos
Constantí II de Rostov (1294-1307) havia mort durant un viatge a l'Horda i el seu fill Basili II (1307-1321) va retornar amb dos mongols designats com ambaixadors de noms Sawlich i Kasanji, que van actuar com recaptadors i l'actuació dels quals fou recordada molt de temps. El 1318 el lloc ja l'ocupaven altres i un d'ells es deia Kochka, i va fer matar 120 homes a Kostromà, saquejant Rostov amb l'església de Nostra Senyora i monestirs i pobles de la rodalia, emportant-se bon nombre d'habitants.
L'església russa havia passat al control del kan. El metropolità Màxim va morir el 1305 i el va succeir l'abat Geronci però a petició del príncep de Galítzia el patriarca Atanasi el va deposar i el 1508 va consagrar a Pere, abat de Volínia, com a metropolità de Rússia. Aquest va deposar el bisbe Ismael de Nova Sarai. El 1313 va acompanyar a Miquel a l'Horda i va aconseguir un diploma d'Uzbeg concedint favors al clergat. En general Uzbeg va tenir un alt respecte i consideració pels cristians i el papa Joan XXII li va escriure una carta agraint-li la seva amabilitat.
Constantí, fill de Miquel II de Vladímir i I de Tver fou deixat per aquest sota la custòdia i protecció de l'esposa d'Uzbeg durant la campanya de Pèrsia. Al retorn a casa Jordi I de Moscou va assolir la protecció del seu cosí. A Tver, quan es va saber la mort de Miquel, la població i els boiars van posar al tron al seu fill gran Demetri que va demanar a Jordi I l'entrega de les cendres de Miquel; aquest va acceptar a canvi de les cendres de la princesa Kunchak, la germana d'Uzbeg.
Vers el 1320 s'esmenta un comissari tàtar a Vladímir de nom Baidar que feia excessos en la recaptació. Ivan Danílovitx va anar a l'Horda mentre un altre príncep, Jordi Alexadròvitx va morir allí. Demetri, el fill gran de Miquel II (I de Tver) va anar també a l'Horda on va aconseguir el càstig de Kawgadui, instigador de la mort del seu pare. El 1321 un delegat tàtar de nom Tayanchar va anar a Kashin a recaptar els endarreriments dels tributs, i auxiliat per un jueu, va cometre considerables abusos. Mentre Jordi I de Moscou va aconseguir la submissió del príncep de Riazan i el seu cosí Demetri de Tver va haver de signar un tractat en el qual acceptava pagar-li tribut i renunciar a qualsevol pretensió al gran principat.
Jordi va anar llavors a Nóvgorod i va reprendre la guerra contra els suecs; al seu retorn el tàtar Akhmil havia assolat el gran principat i devastat la ciutat de Yaroslav amb l'excusa de restaurar l'orde. Llavors va saber que el seu cosí Demetri II Ull de Diable (1322-1326) havia demanat al kan el gran principat i que havia arribat a Tver acompanyat del tàtar Sewinj Bugha i un exèrcit i una orde (yarligh) del kan concedint la investidura. Va demanar ajut a Nóvgorod però els prudents mercaders de la ciutat li van refusar; llavors va anar a Pskov a demanar suport, i fou molt ben rebut, però Pskov no podia aportar res, ja que estava en guerra amb els Cavallers Teutònics que en aquest temps tenia com a comandant a David de Lituània, conegut a la història com "el castellà de Garden". Va retornar cap a Nóvgorod i va signar una pau favorable amb els suecs, els lituans i els ustlughes, i va obtenir el favor de la població; llavors va decidir anar a l'Horda per recuperar la seva influència, i va marxar via Perm, baixant pel Kama i el Volga.

## Relacions amb el Papa Joan XXII i amb Bizanci
El 1323 Uzbeg va perdre a la seva esposa Bellun; el mateix any el papa Joan XXII li va escriure demanant l'alliberament d'alguns cristians capturats a Soldaia (Crimea) pels musulmans; encara el 1323 els tàtars van envair Lituània. El bisbe de Sarai va rebre alguns privilegis del kan. El papa Joan XXII li va escriure una carta encomanant al kan als catòlics i al seu bisbe Mancarolo.
Amb l'Imperi Romà d'Orient es mantenia un periòdic intercanvi de contactes hostils o amigables. Per tenir als tàtars contents l'emperador va donar esposes de gran bellesa a diversos caps tàtars, però segons Cantacuzè eren dones plebees. El 1319, això no obstant, els tàtars van fer una ràtzia a l'imperi que va arribar fins a Adrianòpolis i el 1320 una nova ràtzia va afectar Tràcia.
El 1324 es va produir més aviat una invasió que una ràtzia, amb 120.000 tàtars dirigits per Taitach (Kaitak ?) i Toghlu Toghan; Tràcia fou devastada durant 40 dies i es va fer un gran botí i nombrosos captius. El nebot de l'emperador va prendre mesures: va posar Adrianòpolis en estat de defensa i va situar el seu exèrcit al riu Hebros, on va lliurar una sagnant batalla en al que un contingent dels tàtars foren derrotats; molts tàtars es van ofegar al riu; els cossos dels morts foren espoliats i el botí portat cap a Demòtica (Didymotichum); quan aquesta derrota fou coneguda pel principal grup de l'exèrcit tàtar, els caps van enviar una divisió per castigar els imperials i enterrar els morts; però després dels enterraments els tàtars no van combatre sinó que van tornar no amb els seus sinó cap a les seves llars; mentre l'emperador havia reunit una força considerable i va marxar contra l'exèrcit principal dels invasors; grecs i tàtars estaven separats pel riu Tuntza. Cap dels dos exèrcits volia iniciar la lluita; l'emperador es va entrevistar amb Tasbugas, un dels principals caps mongols, i finalment es va decidir la retirada tàrtara (1324). Els tàtars van estar altres vegades a Tràcia i van participar en els fets i revoltes del període.

## Ascens de Moscou
Jordi I de Moscou va anar a l'Horda i Demetri de Tver el va seguir poc després; els dos homes es van trobar i Demetri va matar Jordi el 21 de novembre de 1325 per venjar la mort del seu pare (assassinat per culpa de Jordi). El seu cos fou portat a Moscou i enterrat a l'església de l'Arcàngel Miquel. Aquest acte de violència comportava l'hostilitat dels tàtars, però la resolució d'aquests es va demorar deu mesos; el seu germà Alexandre va poder tornar a Tver amb dos comissaris tàtars; finalment Demetri va acabar executat a la vora del riu Landraklei junt amb el príncep de Novossilks, un descendent de Miquel de Txernigov, també acusat d'un crim capital. Alexandre, el germà de Demetri, fou nomenat gran príncep al seu lloc i va tenir la seva cort a Tver. Ivan Danílovitx va esdevenir príncep de Moscou i va aparèixer a l'Horda per obtenir la investidura, arribant acompanyat de Constantí Mikhailovitx de Tver i un delegat de Novgorod de nom Kolesnich.
L'estiu del 1327 va aparèixer a Tver un cosí d'Uzbek anomenat Cholkan. El seu pare Tudakan havia dirigit un exèrcit a Rússia 34 anys abans; l'acompanyava una banda de tàtars; va córrer el rumor que volia matar el príncep Alexandre i ocupar ell mateix el tron, convertint al poble a l'islam; el dia de l'Assumpció, quan els cristians celebressin la festa a Tver, es faria la carnisseria dels que s'hi oposessin; el rumor era fals, perquè Cholkan només comptava amb un petit nombre d'homes i a més era contrari a la política religiosa d'Uzbeg, però la informació va prendre peu entre el poble ignorant; fins i tot el príncep i el seu cercle foren envaïts pel pànic. Un aixecament popular es va dirigir al palau on Cholkan estava allotjat, mentre els seus tàtars foren atacats al seu campament i encara que van lluitar desesperadament foren sobrepassats pel nombre; alguns es van poder refugiar a palau que fou atacat per Alexandre i finalment Cholkan i la seva gent van morir; fins i tot mercaders tàtars foren massacrats.
Aquest fet va comportar una terrible venjança. Uzbeg va cridar a Ivan, príncep de Moscou i li va concedir el gran principat de Rússia donant-li 50.000 homes dirigits per cinc temniks (comandants) de noms Theodor, Chuk, Turali i Singa (el cinquè no s'esmenta pel nom); també l'acompanyava Alexandre Vasilivitx de Súzdal i la seva gent. Quan l'exèrcit es va acostar a Tver, Alexandre va fugir a Pskov i els seus germans Constantí i Basili cap al Ladoga. Tver, Kashin o Torjek (amb els pobles veïns) foren devastades i els habitants morts o esclavitzats. Novgorod es va lliurar pagant una multa de 2.000 rubles. Aquesta fàcil victòria fou molt benvinguda a Sarai on pel mateix temps Joan o Ivan Yarodavitx (1308-1326) fou executat i el seu fill Ivan II Karotopol (Túnica Curta) fou posat al tron. La pujada al tron del gran principat d'Ivan de Moscu, de mal nom Kalia (El Moneder, per les bosses de monedes que portava penjades al coll), marcava l'inici d'una nova etapa a la història de Rússia de la que Moscou esdevenia la capital; al mateix temps els russos del nord quedaven separats dels del sud (Kíev, Galítzia i Volínia) que passaven a ser objecte de les pretensions dels lituans.
Mentre Jordi Danílovitx, príncep de Volhynia (Volínia) i Galitzia (Halicz) va morir el 1316 i fou succeït pels seus fills Andreu i Lleó (Lev) que aviat van estar amb guerra amb Gedimin de Lituània que van envair aprofitant la guerra d'aquesta amb l'Orde Teutònic. Però els lituans, acabada amb èxit la guerra amb els teutons, van marxar contra els prínceps i van lliurar una forta batalla a les muralles de Wladirmir. Els russos tenien el suport d'un contingent de tàtars mentre els lituans tenien el suport del príncep de Polotsk. Gedimin va aconseguir una victòria completa i va entrar a Vladímir, dirigint-se llavors cap a Lutsk, la capital de Lleó que va ocupar igualment. Va passar l'hivern a Brest i a la primavera va seguir cap a Ovrutch i Gitomir, dependències de Kíev, i fins al Dnièper. Estanislau, príncep de Kíev, aliat als prínceps Oleg de Pereyeslav, Lleó de Lutsk, Romà de Briansk, i un cos de tàtars, va enfrontar als lituans a la riba del Irpen, però foren derrotats per Gedimin i Oleg i Lleó van morir al combat (1324); Estanislau i Romà van fugir a Riazan i Gedimin, després de distribuir el botí, va assetjar Kíev que finalment va haver d'obrir les seves portes; els habitants i el clergat van jurar fidelitat al rei lituà que era pagà.
Gedimin va deixar com a governador de Kíev al seu nebot Mindug, que era cristià, i es va dirigir al sud de Rússia fins a Putivle i Briansk. Ivan Kalita va romandre a Moscou, el seu feu propi, considerant Vladímir com una mena de capital simbòlica, i finalment va aconseguir que el metropolità traslladés la residència de Vladímir a Moscou el 4 d'agost de 1326 amb el qual de fet el gran principat passava a tenir capital a Moscou. Llavors es va iniciar la construcció de la primera església de pedra dedicada a l'Assumpció de la Verge.
Un dels primers actes d'Ivan Kalita fou un viatge a l'Horda, acompanyat de Constantí, germà petit d'Alexandre de Tver, i d'alguns mercaders de Novgorod. Foren ben rebuts pels tàtars que no obstant van insistir que Alexandre havia de ser entregat per rebre el seu càstig pels fets de Tver. Una delegació russa de representants del gran príncep, de les autoritats de Novgorod, l'arquebisbe Moisès i un oficial superior anomenat Abraham va anar a Pskov per demanar a Alexandre que s'entregués als tàtars. Estava disposat a fer-ho però els habitants de Pskov van refusar i van optar per resistir. Ivan de Moscou i els prínceps sota la seva dependència van marxar contra Pskov; el metropolità, sota ordes d'Ivan, va posar a Alexandre i a la població de Pskov, sota interdicte; els ciutadans li seguien donant suport però Aleandre va optar per fugir a Lituània per aconseguir que l'interdicte sobre Pskov fou aixecat; fou ben rebut per Gedemin. Un temps després va tornar a Pskov que es va independitzar de Novgorod i va posar a Alexandre al tron.

## Tercer conflicte amb Pèrsia
El 1327 Amir Coban, el comandant en cap a Pèrsia, i el seu fill Jalad foren executats per orde del kan Abu Said Bahadur Khan. A part de Jalal, Coban va deixar altres nou fills, dels quals el gran, Amir Hasan, havia estat governador de Khorasan i Mazanderan, i el seu fill Talish governador de les províncies d'Esfahan, Kirman i Fars. Hasan i Talish, a la caiguda del seu pare van fugir primer a Mazanderan i després a Coràsmia via Dabistan, on foren ben rebuts pel governador d'Uzbeg, Kutlugh Timur, que els va enviar a la cort del kan on foren ben tractats i van participar en la campanya contra Sarai-Majar i els circassians, en la qual Hassan fou ferit i va morir per aquesta causa; Talish va morir també poc després.

## Morts de tàtars notables
Vers el 1330 va morir Timur, fill d'Uzbeg, que havia matat el "khan de darrere de les muntanyes" (de Circàssia?) el que va causar un dol considerable. Un altre notable Tartar ibn Hasan fou assassinat per la seva esposa i Feodor, príncep de Starodubsk, fou executat pels tàtars, sent el cinquè príncep rus executat durant el regnat d'Uzbeg.

## Principats russos
L'estiu del 1333 el príncep Demetri de Briansk va fer un atac a Podòlia junt amb Kaizibeg (Haji Beg?) però fou derrotat pel príncep Olgerd i els tàtars foren rebutjats cap a la desembocadura del Dnièster i es van escampar per les estepes de Dobrudja i de Nogai. Durant un viatge a l'Horda el 1333 va morir el príncep Boris de Dimitrov. Ivan de Moscou va fer alguns viatges a l'Horda; el 1333 hi va anar acompanyat de Constantí, el jove príncep de Tver; només retornar als seus dominis quan un enviat tàtar de nom Saraichuk el va cridar altre cop. Hi va retornar i va tornar a casa el 1334 amb honors. En aquest temps Demitri de Briansk va fer un atac a Ivan Alexandrovitx per al qual va tenir l'ajut d'un contingent tàtar.

## Els venecians a Crimea
Un tàtar de nom Kutlugh Beg que era un dels governadors d'Uzbeg i dominava terres a Crimea; a l'agost del 1333 va fer un pacte al Kuban en nom d'Uzbeg amb el cònsol venecià de Tana; fou concedit a Venècia un espai més gran que el que posseïen (l'església i l'hospital) per poder exercir el comerç amb llibertat, amb magatzems i una residència pel cònsol; els venecians pagarien una taxa del 3% sobre les vendes; els pagaments es ferien en presència d'un delegat de cada part.

## Ibn Battuta a l'Horda d'Or
Fou també el 1333 que Ibn Battuta va estar al kanat. El viatger descriu amb detall la cort, on el kan concedia audiència en presència de les seves quatre dones, els dos fills, una filla, els grans amirs, els nebots i altres prínceps de la sang, i els fills dels grans amirs. Després el va acompanyar a Astracan on el kan passava l'hivern.
Ibn Battuta esmenta a l'esposa del kan i fill de l'emperador romà d'Orient com la khatun senyora Beilun, però sembla que era un nom genèric per les reines; diu que una d'elles havia mort el 1324 i que la més jove de les esposes estava embarassada i pretenia visitar al seu pare a Bizanci per deixar el fill amb ell, i el viatger va demanar el permís per acompanyar-la que li fou refusat inicialment però després atorgat; l'escorta fou de 5.000 homes dels quals 500 eren cavallers. La seva primera parada important fou a la ciutat de Ukek, a 10 dies de camí de Sarai, que Ibn Battuta descriu com una ciutat mitjana i frígida; alli van deixar el Volga i al cap de 10 dies més van arribar a Sudak (Soldaia) amb la idea segurament de viatjar per mar, però per alguna causa es van canviar els plans i el viatge va seguir per terra; van passar per una ciutat anomenada Baba Saltuk o Babatagh a la Dobrudja, que portava el nom per Saltuk, i que era la frontera dels turcs, i després quedaven 18 dies de camí fins a territori romà d'Orient.
La primera ciutat gregue a la que van arribar fou Mahtuli, a 22 dies de Constantinoble; l'emperador al saber que la seva filla s'acostava, va enviar algunes dames i servidores amb una escorta; la ruta era dolenta i els carros van haver de ser deixats i seguir a lloms de mula o cavall; l'escorta tàrtara va retornar a casa i la princesa fou escortada per la gent del seu pare. La mesquita portatil en la qual es resava cada dia, fou deixada a Mahtuli i la princesa bevia vi davant l'horror d'Ibn Battuta; només alguns servidors de la princesa i el mateix Ibn Battuta seguien les oracions. A un dia de la capital la princesa fou rebuda pels seus germans i 5000 cavallers en armadura; l'endemà va arribar l'hereu imperial i germà gran, amb 10.000 homes i junts van entrar a Constantinoble.
Ibn Battutta va estar un mes i una setmana a Constantinoble i després va retornar a Astracan. Allí ja no va trobar al kan al que va anar a buiscar a Sarai i va informar del resultat de la missió. De Sarai va anar a Coràsmia (40 dies de viatge) passant per Saraichuk a la riba del riu Ulugh (el Gran Riu o sigui l'Ural o Jaik). Coràsmia és descrita com una ciutat on el kan tenia un delegat o amir i on diu que predominaven els sectaris kadarites, que eren majoria però actuaven clandestinament.

## Moscou al cim
Alexandre de Tver que vivia a Pskov, va decidir finalment visitar a Uzbeg. Va enviar per endavant al seu fill Miquel Feodor, que va retornar amb un delegat tàtar de nom Abdul amb un missatge tranquil·litzador; Alexandre doncs va visitar l'Horda i Uzbeg li va reconèixer el principat de Tver on fou acompanyar pels tàtars Kindak i Abdul; una vegada instal·lat va enviar el seu fill Feodor a l'Horda; Ivan Kalita tanmateix també va anar a l'Horda novament amb els seus dos fills Simeó i Ivan per debilitar la posició d'Alexandre del que estava gelós; va tenir una recepció cordial i va omplir el cap a Uzbeg de coses contra Alexandre al que va descriure com enemic jurat dels tàtars i cap de l'oposició russa. Uzbeg va enviar al seu delegat Istrochei per portar a Alexandre i altres prínceps a Sarai. Ivan, per apartar tota sospita de la seva influència, va retornar a Moscou. Alexandre va tenir mals auguris: un huracà tan fort impedia als que portaven la barca controlar els rems; el seu fill havia passat al davant i amb ell estaven Romà Mikhailovitx de Bielosersk i Vasili Davidovitx de Yaroslav; els seus regals al kan foren rebuts en silenci; per un mes l'afer va estar sense decidir i l'esposa d'Uzbeg i alguns notables es van interessar per la sort d'Alexandre; però a l'arribada dels fills d'Ivan Kalita, que van urgir una decisió, Alexandre i el seu fill Miquel Feodor foren executats el 28 d'octubre de 1339.
Mentre Ivan Kalita havia seguit una política expansiva; a la mort d'Alexandre de Súzdal sense fills el 1331 el va succeir el seu germà Constantí (1331-1341), ak que va imposar la sobirania. Una de les seves filles es va casar amb Basili, príncep de Yaroslav, i una altra amb Constantí, príncep de Rostov, dictant la política interna d'aquests principats. Als seus dominis regnava l'orde a diferència d'altres principats. Va aixecar una muralla de fusta a Moscou, va reconstruir el Kremlin (originalment el Kremnik) i amb pedra volcànica va construir diverses esglésies entre les quals la de Sant Miquel l'Arcàngel, que va esdevenir lloc d'enterrament del prínceps russos; el comerç va florir i la Lliga Hanseàtica va aportar a Rússia els productes del nord mentre els genovesos de Caffa i Azov distribuïen els del sud; la primera gran fira russa fou organitzada a Kholopigorodok a la desembocadura del Mologa, que després es va fer cada any. Va incrementar la seva riquesa i amb els impostos dels tàtars atacava les bases del feudalisme. Va comprar les ciutats d'Uglitch, Bielosersk i Galitch; la seva gran revolució fou la recaptació dels impostos en nom dels tàtars i el 1337 va exigir als burgesos de Nóvgorod el doble de les taxes al·legant que aquest era el desig del Khan; s'imposava als russos valent-se del terror que inspiraven els tàtars, i amb els diners d'aquests (amb regals, suborns i visites freqüents) mantenia al kan i els cortesans separats dels afers de Rússia. Així es va erigir en àrbitre dels prínceps russos i es va arrogar el dret de ser l'únic distribuïdor de regals, l'únic jutge i legislador, que feia la guerra a qualsevol príncep que se li oposés.
Uzbeg mai va saber captar la política d'Ivan Kalita; aquest va morir el 1340. Als darrers mesos s'havia revoltat el príncep de Smolensk que havia fet aliança a Gedimin de Litània i va rebutjar el vassallatge envers els tàtars. Uzbeg va enviar al seu delegat Tawlubeg (Tuklughbeg) i a l'amir Mengkukash per retornar-lo a l'obediència i va ordenar als prínceps russos a assistir als seus enviats; dos exèrcits van avançar, un dirigit pel príncep de Riazan i un altre pels dependents del gran príncep, arribant fins a la vista de Smolensk, però davant la potència de la fortalesa i probablement subornats, es van retirar. Mort Ivan Kalita els seus fills van anar a l'Horda per assegurar la successió; Constantí de Tver i Constantí de Súzdal tenien també pretensions al tron però les riqueses que va deixar Ivan foren suficients als seus fills per a guanyar la voluntat dels tàtars i Simeó, el fill d'Ivan, fou nomenat gran príncep i va mostrar una actitud d'humilitat envers l'Horda i de duresa amb els altres prínceps.

## Quart conflicte amb Pèrsia
El 1335 Uzbeg va decidir envair Pèrsia per Derbent. Abu Said s'estava preparant al Karabagh quan va morir sobtadament el 30 de novembre de 1335 i el va succeir Arpa Khan. El nou kan va marxar contra els invasors al mig de l'hivern. Els dos exèrcits estaven un front a l'altre quan Arpa va enviar una divisió per sorprendre a Uzbeg pel darrere, però aquest es va salvar per l'oportuna intervenció de Kutlugh Timur de Coràsmia; no obstant aquest va morir poc després i Arpa Khan es va retirar, i acabat l'hivern Uzbeg va tornar també al seu quarter.

## Relacions amb Xina
Segons els annals imperials xinesos de la dinastia mongol o Yuan, el Yuen shi (Yuan Shi), el 1336 Uzbeg va enviar una ambaixada a l'emperador demanant el pagament degut pels seus feus a la Xina, que eren Ping Yang a Shansi, Tsin Chau a Che-li, i Yung Chau a Hunan, al·legant que els diners s'havien de destinar a les estacions o postes del camí per facilitat els moviments de tropes; la cort imperial va respondre que les estacions havien d'anar a càrrec del mateix Uzbeg.

## Relacions amb el papa Benet XII
Karamzin diu que el papa Benet XII tenia esperances de convertir a Uzbeg, que li va permetre introduir el cristianisme als pobles de la vora de la mar Negra i el monjo Jonas Valent va convertir als ossets o yasses. Diverses vegades Uzbeg, la seva esposa i un fill van enviar delegats al papa. El 1340 Benet XII, en una carta dirigida al kan, esmenta l'arribada dels genovesos Petromar de Lorto (ex governador de Kaffa) i Albert, el seu company, com a delegats del kan, acompanyats de Helym d'Hongria, un frare, enviat pel seu fill Tinibeg.

## Cinquè conflicte amb Pèrsia
El 1340 va fer un darrer atac a Pèrsia del que no es coneixen detalls.

## Mort i successió
Va morir el 1341 després de més de 28 anys de regnat. A les seves monedes apareix amb el títol de Giyath al-Din Uzbeg Khan, Muhammad Uzbeg Khan, Uzbeg Khan el Just, i altres similars; hi ha monedes seves datades del 713 de l'hègira (abril de 1713-març de 1714) fins al 740 (juliol de 1339 a juny de 1340) i foren encunyades a Sarai, Coràsmia, Mokshi, Bolghar, Azak, i Krim. Mokshi i Azak apareixen per primer cop com a llocs d'encunyació. En algunes monedes es qualifica a si mateix com "Ajuda de la Fe", "Exaltat Gran Khan" i altres qualificatius no nominals. El seu segell era una àliga o falcó i un lleo amb sol. Es creu que no era musulmà quan era jove, però fou convertit abans de ser kan per quatre mestres perses: Sayid Shaykh Muhammed, Shaykh Kolkat, Shaykh Ahmed i Shaykh Hassan Kerkan. La influència del kan fou tan gran que les tribus de darrere els Urals, que probablement es van convertir a l'islam sota el seu govern, que probablement en honor seu van agafar el seu nom i encara avui dia són anomenats uzbeks. Una plaça del Caire fou anomenada Esbekye en el seu honor.
Va tenir diverses esposes i només se'n identifiquen tres: la filla d'Andrònic II de Bizanci; Sheritumgha, la mare de l'efectiu successor Janibeg o Janibek (Djanibeg o Djanibeg) i potser també d'altres fills (Timur, Tinibeg i Khidr Beg); i Taidula, una cristiana que segons la tradició va donar nom a la ciutat russa de Tula. El successor fou (efímerament) el fill Tinibeg Khan.